# Manuel García Humanes
Manuel "Manu" García Humanes (Pedrera, 11 de febrer de 1991) és un futbolista andalús que juga com a porter pel CE Alcoià.

## Carrera de club
Nascut a Pedrera, Sevilla, Andalusia, García va representar com a juvenil el CD Pedrera, l'Écija Balompié i la UD Marinaleda. Va debutar com a sènior amb aquest darrer equip el 27 de setembre de 2009, entrant com a substitut a la segona part en un partit de Tercera Divisió guanyat per 7-1 contra el Recreativo de Huelva B.
L'any 2013 García es va incorporar a l'Atarfe Industrial CF a quarta divisió, després d'anar al Montilla CF i al Pedrera a les lligues autonòmiques. Posteriorment va representar la UD Maracena i el CD El Ejido, aconseguint l'ascens a Segona Divisió B amb aquest últim el 2016.
El 7 de juny de 2017, García va fitxar pel club també de tercera divisió Extremadura UD. Va ser titular indiscutible durant la campanya, contribuint amb 36 aparicions a la Lliga, en què el seu equip va aconseguir el primer ascens a Segona Divisió.
García va debutar professionalment el 19 d'agost de 2018, com a titular en un empat 1-1 fora de casa contra el Reial Oviedo. Després de ser titular als primers partits de la campanya, va ser superat per Álvaro Fernández i posteriorment va ser cedit a la SD Ponferradina de tercera divisió el 28 de desembre.
El 30 de juliol de 2019, després de ser titular amb el Ponfe que va aconseguir l'ascens a segona divisió, García va signar un contracte indefinit amb el club. Va ser un dels tres porters utilitzats durant la temporada 2019-20, juntament amb José Antonio Caro i René Román, i va ser substitut de Caro la 2020-21.
El 21 de juny de 2021, García va passar al Gimnàstic de Tarragona de Primera Divisió RFEF amb un contracte d'un any